# Ешей Дем
Ешей Дем (дзонг-кэ རྡོ་རྗེ་དབང་མོ, англ. Yeshey Dem; род. 1993) — бутанский политик, член Национальной ассамблеи Бутана с 31 октября 2018 года.

## Образование
Окончила Институт языковых и культурных исследований Бутана со степенью бакалавра искусств в области языка литературы.

## Политическая деятельность
До политики работала помощником по связям с общественностью.
Избрана в Национальную ассамблею Бутана от Объединённой партии Бутана от избирательного округа Хамаед Лунана на выборах 2018 года. Получила 419 голосов, обойдя кандидата от Партии мира и согласия.